# NGC 6641
NGC 6641 је спирална галаксија у сазвежђу Херкул која се налази на NGC листи објеката дубоког неба.
Деклинација објекта је + 22° 54' 12" а ректасцензија 18h 28m 57,3s. Привидна величина (магнитуда) објекта NGC 6641 износи 13,5 а фотографска магнитуда 14,3. NGC 6641 је још познат и под ознакама UGC 11250, MCG 4-43-35, CGCG 142-49, IRAS 18268+2252, PGC 61935.